# Freybouse
Freybouse é uma comuna francesa na região administrativa de Grande Leste, no departamento de Mosela. Estende-se por uma área de 5,87 km². Em 2010 a comuna tinha 436 habitantes (densidade: 74,3 hab./km²).